# Катовице (район Страконице)
Катовице — рыночный город в районе Страконице в Южночешском крае в Чехии. Население составляет около 1400 жителей.
Катовице находится в 5 км к западу от города Страконице в центре бывшего Прахеньского района на реке Отава.

## Население

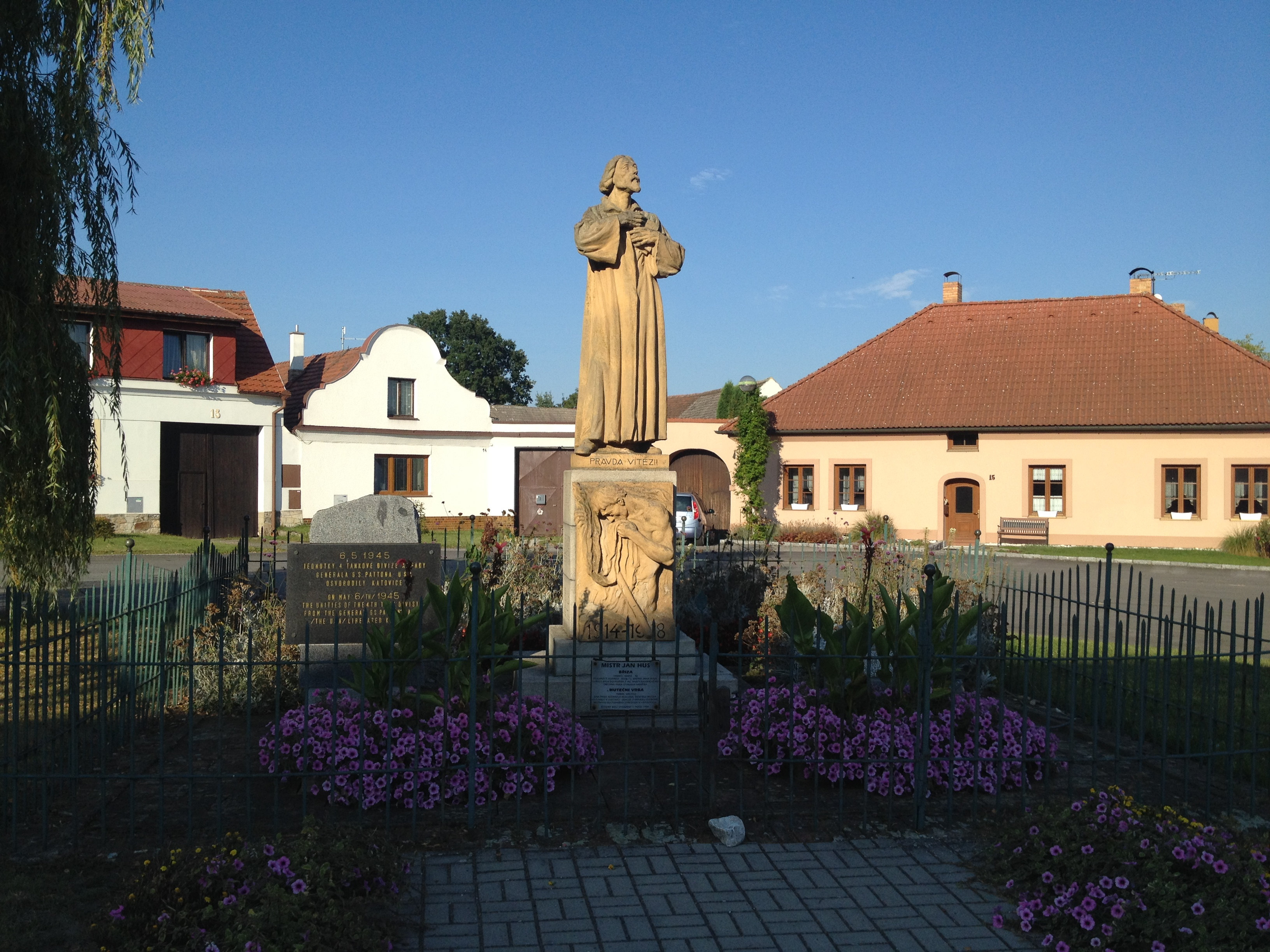
Памятник Яну Гусу в Катовицах

Население Катовице уже более 40 лет составляет чуть более 1000 жителей. По состоянию на 31 декабря 1974 года здесь проживало 1752 человека, что является самым высоким числом жителей в современной истории города.

## История
Согласно книге Иржи Андрески Solné stezky na Šumavě (1994), в районе, где сейчас расположен Катовице, в I веке до нашей эры существовала дорога торговцев солью. Первыми людьми, которые поселились на Княжей горе, были кельты в 8 веке нашей эры. Позднее на Княжей горе возникло крупное славянское поселение, следы которого сохранились до наших дней. Важную роль в истории города сыграли X и XI века, когда на реке Отава в Катовицах поселилось много добытчиков золота.
Первое письменное упоминание о Катовицах датируется 1045 годом, когда князь Бржетислав I подарил поселение Бржевновскому монастырю. С тех пор Катовице были в основном сельскохозяйственной деревней. В 1867 году император Франц Иосиф I построил первую железную дорогу, которая служит по сей день. С 1902 по 1922 год на холмах Кнежьей горы добывался графит.
Незадолго до окончания Второй мировой войны, 20 апреля 1945 года, американские боевые самолёты атаковали поезд с узниками концлагерей, который остановился на местной железнодорожной станции. Более 200 заключенных удалось сбежать, однако некоторые из них впоследствии были выслежены эсэсовцами и убиты. 

## Спорт
Местная футбольная команда SK Otava Katovice участвует в региональном чемпионате Южной Чехии (4-й уровень чешской футбольной системы). Её исторический рекорд — второе место на этом соревновании, что происходило дважды — в сезоне 1991/92 и в сезоне 2015/16.

## Известные люди
- Йозеф Йилек (1909—1945), католический священник, проповедовавший в Катовице в 1936—1942 годах, боец сопротивления.
- Карел Кунчипал (1926—2007), местный летописец